# John Campbell, VII duca di Argyll
John Douglas Edward Henry Campbell, VII duca di Argyll (Londra, 21 dicembre 1777 – Inveraray, 25 aprile 1847), è stato un nobile e politico scozzese.

## Biografia
Era il terzogenito di John Campbell, V duca di Argyll, e di sua moglie, Elizabeth Gunning. Studiò privatamente e in seguito frequentò il Christ Church College.
Nel 1803, si recò a Parigi, dove incontrò Talleyrand così come Napoleone. L'anno successivo ritornò in Inghilterra. Succede al fratello maggiore George nel 1839.

## Carriera
Nel 1799 divenne luogotenente e poco dopo divenne capitano. Durante le Guerre rivoluzionarie francesi, servì nei Paesi Bassi sotto gli ordini di Sir Ralph Abercromby. Si ritirò nel 1801 costretto da problemi di salute e dopo due anni è stato nominato tenente-colonnello e comandante dei Argyll Volunteers. In seguito alla riorganizzazione delle milizie del paese nel 1809, divenne colonnello della Argyll and Bute Militia.
Entrò nella Camera dei Comuni britannica nel 1799, rappresentando Argyllshire al posto di suo zio, Lord Frederick Campbell.
Dopo l'Atto di Unione, continuò a rappresentare la circoscrizione anche nel nuovo Parlamento del Regno Unito fino al 1822. Fu nominato Custode del Grande Sigillo della Scozia nel 1841, carica che ha tenuto per i successivi cinque anni.

## Matrimoni

### Primo matrimonio
Sposò, il 3 agosto 1802, Elizabeth Campbell (?-9 dicembre 1818), figlia di William Campbell e di Sarah Cunningham. Divorziarono nel 1808 e non ebbero figli.

### Secondo matrimonio
Sposò, il 17 aprile 1820, Joan Glassel (?-22 gennaio 1828), figlia di John Glassel e di Helen Buchan. Ebbero tre figli:
- Lord John Henry (11 gennaio 1821-27 maggio 1837);
- George Campbell, VIII duca di Argyll (30 aprile 1823-24 aprile 1900);
- Lady Emma Augusta (?-30 maggio 1893), sposò Sir John McNeill, non ebbero figli.

### Terzo matrimonio
Sposò, l'8 gennaio 1831, Anne Cuninghame (3 aprile 1801-25 febbraio 1874), figlia di John Cuninghame e Margaret Cuninghame. Non ebbero figli.

## Morte
Morì il 25 aprile 1847, all'età di 69 anni al Castello di Inveraray.